# Marta Vidal Crespo
Marta Vidal Crespo (Barcelona, 12 de febrer de 1977) és una advocada i política menorquina del Partit Popular.

## Biografia
És llicenciada en Dret per la Universitat de Barcelona i experta universitària en Administració Local per la UNED. També té dues titulacions de màster en Urbanisme i Dret Immobiliari, i en Administració Local.
El 14 de novembre de 2013 fou nomenada consellera insular executiva d'Ordenació del Territori del Consell Insular de Menorca en substitució de Cristòfol Huguet Sintes.
El 2023, i gràcies a un acord entre el Partit Popular i Vox que possibilità un govern en solitari del PP encapçalat per Margalida Prohens, fou nomenada Consellera d'Habitatge, Territori i Mobilitat. Un any després, dimiteix per motius familiars.